# Lee Hjeon-seo
Lee Hjeon-seo (korejsko 이현서, tudi Dekle z sedmimi imeni po naslovu svoje biografije) severnokorejska begunka in aktivistka, * januar 1980, Hjesan, Severna Koreja.
Pobegnila je iz Severne Koreje ter pozneje pomagala svoji družini pri pobegu preko Kitajske in Laosa. Danes živi v Južni Koreji.

## Zgodnje življenje
Lee Hjeon-seo se je rodila januarja 1980 in odraščala v mestu Hjesan v Severni Koreji, kjer je tudi končala osnovno šolo. Februarja 2013 je na konferenci TED2013 o svojem vsakodnevnem življenju v Severni Koreji povedala: »Ko sem bila še majhna, sem mislila, da je moja država najboljša na svetu. Odraščala sem ob pesmi »Ničesar ne zavidati«, bila sem zelo ponosna. Ko sem imela 7 let, sem bila prvič priča javni usmrtitvi.« Njena družina ni bila revna, vendar je tudi njeno družino v 90. letih prejšnjega stoletja prizadela lakota. 

Kasneje se je Lee spomnila pisma, ki ga je njena mama prejela od njene sodelavkine sestre in dogodka, ki ga je dočakala kmalu zatem:
Nekega dne leta 1995 je moja mati prinesla domov pismo sodelavkine sestre. Glasilo se je: "Ko berete to, vseh pet članov družine ne bo več na tem svetu, kajti nismo jedli že dva tedna. Vsi ležimo na tleh in naša telesa so tako šibka, da smo na robu smrti." Zelo sem bila šokirana. Prvič sem slišala, da moji sodržavljani trpijo. Kmalu zatem, ko sem hodila mimo železniške postaje, sem videla nekaj groznega, kar mi še vedno ostaja v spominu. Ženska je negibno ležala na tleh, medtem, ko je v njenem naročju shiran otrok nemočno gledal v njen obraz. Nihče jima ni pomagal, ker so vsi gledali na to, kako bodo poskrbeli zase in za svoje družine. 

## Pobeg

### Kitajska
Leta 1997 je Lee sama v tajnem dogovarjanju s prijaznim mejnim stražarjem prečkala zamrznjeno reko Jalu, ter iz Severne Koreje vstopila na Kitajsko, da bi izpolnila sanje, ki jih je sanjala pred odhodom na fakulteto, le da je kmalu ostala pred vrnitvijo. Vendar pa je morala zaradi zapletov s severnokorejsko varnostno policijo kot ilegalna priseljenka živeti pri sorodnikih na Kitajskem. Uspela si je pridobiti identiteto duševno prizadete deklice iz Hejlongdžjanga in z njo pridobiti potni list in vozniško dovoljenje. Nekega dne so jo po obtožbi Severnokorejske policije zaslišali, da je severnokorejka, zato jo je kitajska policija odpeljala na policijsko postajo in preizkusila njeno znanje kitajščine. Zaradi očetovega vztrajanja se je Lee kot otrok naučila kitajskih pisav in je preizkus uspešno prestala, kitajska policija pa jo je nato izpustila in zaključila, da ni severnokorejka.

### Južna Koreja
Po desetih letih življenja kot ubežnica na Kitajskem je Lee uspela pobegniti v Južno Korejo. Januarja 2008 je prispela na mednarodno letališče Inčeon in vstopila v urad za priseljevanje ter izjavila, da je severnokorejska prosilka za azil. "Hitro so jo premestili v drugo sobo", kjer so uradniki pregledali njene dokumente, jo vprašali, ali je v resnici Kitajka, in jo obvestili, da bo nedoločen čas zaprta in nato deportirana nazaj na Kitajsko, če bo kršila, če bi kitajska vlada izvedela, da pravzaprav ni kitajski državljan, bi bila zaprta, močno oglobljena in nato ponovno deportirana: nazaj v Severno Korejo."
Prosila jih je, naj pokličejo nacionalno obveščevalno službo, ki jo je tri ure kasneje odpeljala v središče Seula. Tam je nato študirala za univerzitetni sprejemni izpit. 
Odpeljali so jo skozi orientacijski tečaj za življenje v Južni Koreji, nato pa dobili hišo za bivanje. "Začela je z mešanimi občutki strahu in vznemirjenja, vendar se je ustalilo veliko bolj zahtevno, kot sem pričakoval. Spoznala sem, da med severom in jugom je bila velika vrzel, od izobrazbe do kulturnih in jezikovnih razlik. Zunaj smo rasno homogeni ljudje, v notranjosti pa smo postali zelo različni zaradi 63 let delitve."
Prenašala je protisevernokorejske predsodke in včasih mislila, "da bi se bilo toliko lažje vrniti na Kitajsko." Po "letu zmede in neredov" pa ji je "končno uspelo najti smisel v [svojem] novem življenju."

## Pobeg družine
Lee je prejela obvestilo, da je severnokorejska policija prestregla njen denar, ki ga je svoji družini poslala prek posrednika in da bosta njeno mamo in brata prisilno odpeljali na pusto mesto na podeželju. Lee se je nekaj časa mučila in se odločila, da se vrne k njim, saj so vedeli, da nihče ne zna govoriti ali razumeti kitajščine. Vrnila se je na Kitajsko, z svojo družino se je nato srečala v Čangbaju, saj je njen brat pomagal materi pobegniti čez mejo na Kitajsko. 
Nato jih je Lee vodila na 2000 kilometrov dolgo pot po Kitajski, med katerim sta bila skoraj večkrat prestrežena. Nekoč, ko jih je ustavil in zaslišal policist, mu je Lee povedala, da je njena družina, ki ne razume dobro kitajščine ker so gluhi in slepi ljudje, ki jih spremlja. Policist je sprejel zgodbo in jih pustil mimo. Na meji z Lao je Lee srečala posrednika in mu plačala, da odpelje njeno mamo in brata čez južnokorejsko veleposlaništvo v Vientianu. Na poti na letališče na Kitajskem, da bi odletela nazaj v Južno Korejo, pa je bila obveščena, da sta bila njena mati in brat ujeta, ko sta prečkala mejo.
Nato je odpotovala v Luang Namtha v Laosu, kjer je plačala podkupnino in globo. Po mesecu preizkušenj so bili njeni družinski člani izpuščeni. Z njimi je odpotovala v Vientiane, kjer so bili njeni družinski člani aretirani in ponovno zaprti, le malo od veleposlaništva Južne Koreje. Lee je skoraj 50 dni hodila sem in tja med uradom za imigracijo in nacionalno policijsko agencijo, obupano poskušala spraviti svojo družino ven ... vendar nisem imela dovolj denarja za plačilo podkupnine. Izgubila sem vse upanje.
Na njeno srečo jo je angleško govoreči neznanec, ki ga je Lee v svoji avtobiografiji označila za ljubeznivega Avstralca po imenu Dick Stolp, vprašal: "Kaj je narobe?" Pojasnila sem v svoji netekoči angleščini z uporabo slovarja, moški pa je šel do bankomata in plačal preostanek denarja za mojo družino in še dva Severnokorejca, da sta prišla iz zapora. Ko je vprašala: Zakaj mi pomagaš? je odgovoril: "Ne pomagam vam ... Pomagam prebivalcem Severne Koreje." Lee je to opisala kot "simbolni trenutek v mojem življenju", pri čemer je moški služil kot simbol "novega upanja zame in drugih Severnokorejcev ... Pokazal mi je, da sta prijaznost tujcev in podpora mednarodne skupnosti resnično žarki upanja, ki ga prebivalci Severne Koreje potrebujejo.
Pozneje je povedala, da je to srečanje zaznamovalo trenutek, ko se je moj pogled na svet spremenil in spoznal, da je na tem svetu veliko dobrih ljudi. Spoznal sem tudi, kako dragoceno je življenje. Kmalu so se z družino preselili in odšli živeti v Južno Korejo.

## Trenutno življenje
Leta 2011 je Lee zapisala, da se uči angleščine, da bi povečala svoje možnosti, pri čemer je opozorila, da je pomanjkanje angleščine Severne Koreje pomanjkljivost na trgu dela. Na Kitajskem je veliko časa namenila učenju kitajščine, a nikoli si ni mislila, da bo v Južni Koreji pod takšnim stresom glede jezika". Delala je s krajšim delovnim časom in obiskovala računovodske tečaje na različnih inštitutih in pridobila certifikate, potrebne za delo. Leta 2011 je bila sprejeta na oddelek za kitajski jezik Univerze za tuje študije Hankuk (s posebnim sprejemom). [Izbrala je jezik za [njen] glavni predmet v upanju, da bo [lahko] sodelovala pri vedno večjem trgovanju s Kitajsko. "
Ugotovila je, da je "delala na južnokorejskem ministrstvu za združitev kot študentka novinarka skupaj z južnokorejskimi študenti. [Napisala je] članke o odnosu med Severno in Južno Korejo ter o možnosti ponovne združitve." Poleg tega je bila ena od "50 študentk in študentov, ki so pobegnili iz Severne Koreje na program" Angleščina za prihodnost ", ki ga sponzorira britansko veleposlaništvo v Seulu in mu pomaga nadaljevati študij angleščine."
Delala je prostovoljno "iz hvaležnosti za vso pomoč, ki jo je prejela odkar je prišla sem, in v upanju, da bo vrnila uslugo drugim ljudem v stiski." Od maja 2014 je Lee še študirala na Univerzi za tuje študije Hankuk in kot študentka novinarka na Ministrstvu za združitev. 
Leta 2014 se je Lee poročila z Brianom Gleasonom.

### Aktivistična dela
Lee je o svojih izkušnjah govorila na konferenci TED v Long Beachu v Kaliforniji februarja 2013. Videoposnetek njenega govora na YouTubu je do oktobra 2021 prejel več kot 18 milijonov ogledov.
Maja 2013 se je Lee pojavila v avstralskem televizijskem programu, kjer se je ponovno združila z neznancem, ki ji je leta 2009 pomagal v Vientianu, Avstralcem Dickom Stolpom.  "Bila sem res vesel," je rekla Lee. "On pravi:" Nisem junak ", vendar pravim, da je sodoben junak." Nato je rekel: "Pomagaš majhni roki in seže do drugih rok in pomisliš:" To je super, to je dobro. "... Srečam nekoga, ki zdaj počne dobre stvari, in v sebi ne morem, da ne čutim "Hej! Pomagal sem tej gospe, da je šla ven in spremenila svoje življenje."
Lee je govorila tudi na forumu za svobodo v Oslu maja 2014.